# Maymena calcarata
Maymena calcarata là một loài nhện trong họ Mysmenidae.
Loài này thuộc chi Maymena. Maymena calcarata được Eugène Simon miêu tả năm 1897.